# Gerard Piqué
Gerard Piqué i Bernabeu (n. 2 februarie 1987 în Barcelona) este un fost fotbalist spaniol. A fost cumpărat de Manchester United de la FC Barcelona B, pe 1 iulie 2004, și apoi împrumutat în sezonul 2006/2007 la Real Zaragoza. A debutat la Manchester United pe 26 octombrie 2004, într-un meci cu Crewe Alexandra. A jucat de asemenea în selecționatele U17 și U19 ale Spaniei.
Faptul că numele de familie al lui Piqué este „Bernabeu” a creat confuzie în ceea ce privește originile sale, deoarece duce cu gândul la stadionul Santiago Bernabéu, arena lui Real Madrid. Realitatea este că stadionul a fost numit în onoarea lui Santiago Bernabéu Yeste, fost mare președinte al clubului, dar numele Bernabeu este de origine catalană și destul de răspândit în Barcelona. Piqué (alt nume de familie tipic catalan) este nepotul fostului vicepreședinte al lui FC Barcelona, Amador Bernabeu.
Gerard Piqué a devenit tată, el împreună cu Shakira devenind părinții a doi băieți.
Piqué a debutat ca titular pentru United în Premier League pe 29 martie 2006, într-un meci cu West Ham, evoluând pe postul de fundaș dreapta în locul accidentatului Gary Neville. A reușit atunci să trimită pe poartă un șut periculos de la 35 m.
Evoluțiile sale bune, în special în echipa de rezerve, au dus la semnarea unui contract în februarie 2005, valabil până în vara lui 2009.

## Statistici carieră

### Club
La 18 mai 2014.
| Club              | Sezon   | Ligă    | Ligă   | Cupă    | Cupă   | Cupa Ligii | Cupa Ligii | Europa  | Europa | Altele  | Altele | Total   | Total  |
| Club              | Sezon   | Meciuri | Goluri | Meciuri | Goluri | Meciuri    | Goluri     | Meciuri | Goluri | Meciuri | Goluri | Meciuri | Goluri |
| ----------------- | ------- | ------- | ------ | ------- | ------ | ---------- | ---------- | ------- | ------ | ------- | ------ | ------- | ------ |
| Manchester United | 2004–05 | 0       | 0      | 1       | 0      | 1          | 0          | 1       | 0      | 0       | 0      | 3       | 0      |
| Manchester United | 2005–06 | 3       | 0      | 2       | 0      | 2          | 0          | 0       | 0      | 0       | 0      | 7       | 0      |
| Zaragoza (loan)   | 2006–07 | 22      | 2      | 6       | 1      | –          | –          | 0       | 0      | 0       | 0      | 28      | 3      |
| Zaragoza (loan)   | Total   | 22      | 2      | 6       | 1      | –          | –          | 0       | 0      | 0       | 0      | 28      | 3      |
| Manchester United | 2007–08 | 9       | 0      | 0       | 0      | 1          | 0          | 3       | 2      | 0       | 0      | 13      | 2      |
| Manchester United | Total   | 12      | 0      | 3       | 0      | 4          | 0          | 4       | 2      | 0       | 0      | 23      | 2      |
| Barcelona         | 2008–09 | 25      | 1      | 6       | 1      | –          | –          | 14      | 1      | 0       | 0      | 45      | 3      |
| Barcelona         | 2009–10 | 32      | 2      | 1       | 0      | –          | –          | 11      | 2      | 5       | 0      | 49      | 4      |
| Barcelona         | 2010–11 | 31      | 3      | 7       | 0      | –          | –          | 12      | 1      | 1       | 0      | 51      | 4      |
| Barcelona         | 2011–12 | 22      | 2      | 8       | 0      | –          | –          | 5       | 0      | 3       | 0      | 38      | 2      |
| Barcelona         | 2012–13 | 28      | 2      | 4       | 1      | –          | –          | 10      | 0      | 2       | 0      | 44      | 3      |
| Barcelona         | 2013–14 | 26      | 2      | 2       | 0      | –          | –          | 9       | 2      | 2       | 0      | 39      | 4      |
| Barcelona         | Total   | 164     | 12     | 28      | 2      | –          | –          | 61      | 6      | 13      | 0      | 266     | 20     |
| Total             | Total   | 198     | 14     | 37      | 3      | 4          | 0          | 65      | 8      | 13      | 0      | 317     | 25     |

### Internațional
| Națională | An    | Meciuri | Goluri |
| --------- | ----- | ------- | ------ |
| Spania    | 2009  | 13      | 4      |
| Spania    | 2010  | 16      | 0      |
| Spania    | 2011  | 8       | 0      |
| Spania    | 2012  | 11      | 0      |
| Spania    | 2013  | 11      | 0      |
| Spania    | 2014  | 6       | 0      |
| Spania    | 2015  | 8       | 0      |
| Spania    | 2016  | 12      | 1      |
| Spania    | 2017  | 9       | 0      |
| Spania    | 2018  | 8       | 0      |
| Total     | Total | 102     | 5      |